# Тирен, Карл
Карл Тирен (швед. Karl Tirén; 23 июня 1869 года, Овикен, коммуна Берг, Емтланд, Швеция — 1 сентября 1955 года, Естрикланд, Швеция) — шведский фольклорист, исследователь саамского языка, художник. Автор коллекции йойков, включённой в список всемирного наследия ЮНЕСКО.
Младший брат художника Юхана Тирена.

## Биография

### Ранние годы
Родился в самом северном регионе Швеции, Норрланде, в ныне упразднённом приходе Овикен, провинции Емтланд, десятым ребёнком в семье пастора Улофа Тирена и его жены Кристины Холм. С раннего детства увлекался саамской культурой, на что повлияли, во-первых, поселения саамов, располагавшиеся неподалёку от дома юного Карла, и, во-вторых, саамские мотивы в творчестве его брата, художника Юхана Тирена.
Обучался в средней школе в Эстерсунде, где познакомился с лингвистом Карлом Бернхардом Виклундом, который специализировался на изучении саамских языков и посетил Эстерсунд в своей исследовательской поездке по провинции Емтланд. Во время их непродолжительного общения Тирен получает от Виклунда совет «спасать от забвения то, что ещё можно спасти»
. Это впечатлило Тирена и, по его собственным словам, вдохновило его в дальнейшем заняться сохранением песенной культуры саамов.

### Карьера на железной дороге
После окончания средней школы в Эстерсунде зимой 1889–1890 годов пребывал в Англии, изучая языки и искусство. В 1893 году он получил квалификацию помощника телеграфиста, а в 1903 году в течение короткого времени учился в Дрездене, где изучал немецкий язык и искусство. Своё первое рабочее место после обучения он получил в 1889 в Государственных железных дорогах Швеции, где работал станционным смотрителем на различных станциях в пределах Норрланда.
В 1904 году он переехал в Кирун, а три года спустя вместе с семьёй — в деревню Сварчбьёрнсбюн возле города Буден. Большую часть своей трудовой жизни он проработал начальником станции в Бергвике в северной Хельсингланде — с 1912 года до выхода на пенсию в 1934 году. Остался жить в Бергвике после выхода на пенсию, где и умер в 1955 году.

## Исследовательская деятельность

### Коллекционирование йойков
Когда Тирен стал сознательно искать саамов-исполнителей йойка, он столкнулся со сложностью найти их. В своей частично автобиографической книге «Die lappische Volksmusik» он пишет: «Только в 1908 и 1909 годах мне впервые удалось услышать так называемые йойки, которые я, естественно, тогда ещё с трудом и неуверенно пытался записывать на нотной линейке».
В 1909 году Карл Тирен учавствует в промышленно-ремесленной выставке в Стокгольме, где выставляет свои картины и впервые встречает саами Марию Перссон. Они знакомятся и вскоре он узнаёт, что она искуссно владеет мастерством исполнения йойков. Чтобы услышать её исполнение и записать его в нотах, он пригласил её в дом своей семьи, находившийся в районе Бодена. 73 йойка в исполнении Перссон стали первыми в коллекции Тирена. Согласно самому Тирену, именно та поездка положила начало его последующим фольклорно-собирательским экспедициям.
В 1910 году Карл Тирен планировал установить контакт с известным фольклористом Нильсом Андерссоном во время конкурса народных музыкантов в Лулео, где оба были приглашены в качестве судей. Однако встреча не состоялась, и позднее Тирен обратился к нему через посредничество искусствоведа Эверта Врангеля. Целью Тирена было включение собранных им саамских йойков в национальный фольклорный архив, который формировался под руководством Андерссона. Он стремился заручиться как официальной поддержкой, так и материальной помощью для проведения полевых экспедиций.
В том же году Тирен просил предоставить ему официальное разрешение от Национальной комиссии по народной музыке, созданной в 1908 году, чтобы получить отпуск по месту основной службы в железнодорожном ведомстве. В этом же письме он изложил план проведения четырёх летних экспедиций — начиная с севера и продвигаясь постепенно на юг Швеции. Он также намеревался совершать поездки зимой на саамские рынки, где собиралось значительное число носителей традиционной культуры, что позволяло бы как проводить непосредственный сбор песенного материала, так и оповещать о предстоящих летних экспедициях.
Карл Тирён сталкивался с религиозными препятствиями при сборе саамской музыкальной традиции. Представители лестадианского движения, распространённого среди саамов, зачастую негативно воспринимали йойк как языческую практику и отказывались сотрудничать с исследователем. В отдельных случаях Тирену удавалось записывать вместо йойка псалмы, отражающие религиозные воззрения информантов.

### Экспедиции Карла Тирена
Бо́льшая часть коллекции была собрана Карлом Тиреном всего за 8 экспедиций в Лапландию, начиная с марта 1911 года и заканчивая летом 1914 года.
| Дата                  | Регион                     | Цели экспедиции | Результаты |
| --------------------- | -------------------------- | --- | --- |
| Март 1911             | Люкселе                    | Разведывательная поездка на ярмарку с целью распространения информации среди саамов о предстоящем летнем сборе йойков; установление первых контактов                                                | Тирен встретил саамов из Арьеплуга, Сурселе, Тарна и Вилхельмины. Несмотря на первоначальную настороженность, сумел завоевать доверие подарками и беседами. Удалось сделать предварительные записи примерно десяти йойков. |
| Июнь—июль 1911        | Норрботтен и Лапландия     | Полноценная этнографическая экспедиция: сбор и запись йойков, изучение музыкальных и лингвистических особенностей саамского пения, установление контактов с новыми носителями традиции              | Собрано 172 новых йойка от 29 исполнителей. В экспедиции участвовала напарница Тирена — Майя Викбом. Во время поездки Тирен встретился с художником и писателем Йоханом Тури, который проверил его записи на правильность их написания. Записи производились как в саамских поселениях, так и на ярмарках и временных стоянках. |
| Осень 1911 – май 1912 | Свартбьёрнсбюн и Боден     | Домашний приём носителей традиции без выездов; запись йойков от приезжих саамов | Тирен принимал исполнителей у себя дома. Сбор включал как традиционные йойки, так и религиозные песни; некоторые исполнители были лестадианами. |
| Лето 1912             | Северная Швеция и Норвегия | Полевая экспедиция с целью сбора йойков, установления новых контактов и наблюдения за жизнью кочевых саамов                                                                                         | Зафиксированы новые типы йойков, описаны ритуальные практики и традиции, включая йойк в память об умерших. |
| Зима 1913             | Арвидсъяур и Арьеплуг      | Запись йойков на зимних ярмарках с использованием фонографа; выявление носителей старых напевов | Впервые использован фонограф. Собраны десятки записей. Некоторые записи сопровождались эмоциональными реакциями, включая слёзы, шок и волнение. Впервые задокументированы женские и детские исполнения. |
| Лето 1913             | Южная Лапландия            | Проведение широкой экспедиции с использованием фонографа; фиксация йойков в наиболее удалённых южнолапландских общинах; привлечение женщин-исполнителей; сбор этнографического материала для музеев | Записи велись в тяжёлых условиях, сопровождались конфликтами между участниками, физическим истощением и неблагоприятной погодой. Результатом стало собрание уникальных образцов йойков, включая последние известные исполнения в некоторых регионах.                                                                            |
| Январь 1914           | Люкселе и Оселе            | Документирование йойков на ярмарках; установление контактов с саамами; сбор репертуара для архивирования                                                                                            | В Люкселе — записано 36 йойков на 23 роликах, участвовало около 80 человек. Некоторые записи вызвали слёзы у слушателей. В Оселе — технические сбои, затем собрано около 60 человек, записаны йойки с колдовскими и религиозными мотивами. Общее количество записей — около 70.                                                 |
| Лето 1914             | Лулесамские районы         | Сбор новых йойков в отдалённых местах; фиксация исчезающих форм традиции | Финальные записи. Запись йойков у более чем 30 исполнителей. |

Результат своей, объёмом в 563 йойка, он собрал в своей книге «Die lappische Volksmusik» (с нем. — Саамская народная музыка), изданной в 1942 году в Уппсале издательством Хьюго Гебера. В 1913 году он стал пользоваться фонографом, став пионером в области звукозаписи.
Большинство записей Карла Тирена хранится в Шведском музыкальном архиве, а также в Институте языка и фольклора Швеции.

## Искусство
Как и его брат, Юхан Тирен, занимался живописью. Учавствовал во Всемирной выставке 1900 года в Париже, где представил публике диораму с изображением лапландского горного ландшафта и занял гран-при. Впоследствии он также выставлялся в Нью-Йорке.
Помимо художественного творчества, Тирен являлся выдающимся скрипачом и скрипичным мастером. Он выступал с концертами в Стокгольме, Берлине, Праге и Риме, а также сыграл важную роль в музыкальной жизни Бергвика, куда приглашал известных музыкантов. В 1929 году он был избран ассоциированным членом Шведской королевской музыкальной академии.

## Признание
В апреле 2025 года коллекция йойков, собранная Карлом Тиреном, была включена в международный реестр программы ЮНЕСКО «Память мира» в качестве всемирного документального наследия.